# David A. Noebel
David A. Noebel (* 27. August 1936) ist ein amerikanischer religiöser Führer und Kritiker des säkularen Humanismus. Noebel ist Präsident von Summit Ministries.
Bis mindestens 1987 war Noebel ein Mitglied der John Birch Society.

## Werke
- Kampf um Wahrheit: die bedeutendsten Weltanschauungen im Vergleich: Humanismus, Marxismus, Esoterik, Postmoderne, Islam, Christentum. Übersetzung von Christian Rendel. Gräfelfing: Resch Verlag, 2007. ISBN 978-3-935197-41-0.